# San Juan Bautista Valle Nacional
San Juan Bautista Valle Nacional è un comune del Messico, situato nello stato di Oaxaca.